# ヴァーミリオン郡 (イリノイ州)
バーミリオン郡（英: Vermilion County）は、アメリカ合衆国イリノイ州東部の郡である。人口は7万4188人（2020年）。郡庁所在地はダンビルである。

## 地理

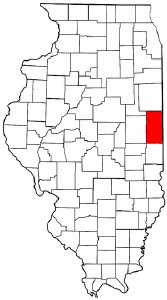
イリノイ州内の位置

アメリカ合衆国統計局によると、この郡は総面積2,337 km2 (902 mi2) である。このうち2,329 km2 (899 mi2) が陸地で8 km2 (3 mi2) が水地域である。総面積の0.34%が水地域となっている。
この郡はイリノイ州の中東部、I-74沿いのインディアナ州境に位置し、コーンベルトの真っ只中にある田舎である。

### 隣接する郡
- イロコイ郡 北
- ベントン郡 (インディアナ州) 北東
- ウォーレン郡 (インディアナ州) 東
- バーミリオン郡 (インディアナ州) 東
- エドガー郡 南
- ダグラス郡 南西
- シャンペーン郡 西
- フォード郡 北西

## 人口動静
2000年国勢調査で、この郡は人口83,919人、33,406世帯、及び22,315家族が暮らしている。人口密度は36/km2 (93/mi2) である。16/km2 (40/mi2) の平均的な密度に36,349軒の住宅が建っている。この郡の人種的な構成は白人85.84%、アフリカン・アメリカン10.58%、先住民0.22%、アジア0.59%、太平洋諸島系0.02%、その他の人種1.44%、及び混血1.30%である。ここの人口の2.98%はヒスパニックまたはラテン系である。
この郡内の住民は25.00%が18歳未満の未成年、18歳以上24歳以下が8.40%、25歳以上44歳以下が27.20%、45歳以上64歳以下が23.40%、及び65歳以上が16.00%にわたっている。中央値年齢は38歳である。女性100人ごとに対して男性は96.90人である。18歳以上の女性100人ごとに対して男性は94.80人である。
この郡の世帯ごとの平均的な収入は34,071米ドルであり、家族ごとの平均的な収入は41,553米ドルである。男性は32,305米ドルに対して女性は22,210米ドルの平均的な収入がある。この郡の一人当たりの収入 (per capita income) は16,787米ドルである。人口の13.30%及び家族の9.70%は貧困線以下である。全人口のうち18歳未満の18.90%及び65歳以上の9.20%は貧困線以下の生活を送っている。

## 都市及び町
- ダンビル（郡庁所在地）
- Alvin
- Belgium
- Bismarck
- Catlin
- Fairmount
- Fithian
- Georgetown
- Henning
- Hoopeston
- Indianola
- Muncie
- Oakwood
- Potomac
- Rankin
- Ridge Farm
- Rossville
- Sidell
- Tilton
- Westville